# Gmina Beretinec
Gmina Beretinec (chorw. Općina Beretinec) – gmina w Chorwacji, w żupanii varażdińskiej. W 2011 roku liczyła  2176 mieszkańców.